# Tiflotecnología
La tiflotecnología (del griego «tiflos», que significa ciego) es el estudio y análisis del impacto que las tecnologías tienen sobre personas que posean alguna discapacidad visual (ceguera o discapacidad visual grave según se establece legalmente en la escala de Wecker). Los resultados obtenidos de este estudio se aplican a los artefactos para que estos puedan ser utilizados por personas pertenecientes a este colectivo. Con ello, se consigue que la accesibilidad y la usabilidad sean universales.
La necesidad de la universalización del acceso a la información se basa en la premisa de que la sociedad de la información y del conocimiento tiende a excluir a aquellos grupos o individuos que no utilizan habitualmente dichas tecnologías, por lo que pueden ser considerados como analfabetos digitales, creándose, de esta manera, una nueva brecha digital.
Salvar esta brecha digital pasa por aceptar la existencia de una tecnología general y otra específica  y que ambas circulen paralelamente de tal manera que, a la hora de diseñar un nuevo producto, este contenga un conjunto de estándares que permitan la accesibilidad universal y la usabilidad del artefacto.
En el campo de la discapacidad visual, sobre todo en el ámbito de la informática, se han alcanzado algunas metas que parecían inalcanzables. Así, no nos ha de sorprender que una persona ciega pueda acceder a las páginas Web de la prensa, artículos académicos, blogs, etc., a través de un ordenador de sobre mesa, un teléfono inteligente o una "tablet"; asimismo, no ha de extrañar que un usuario ciego pueda retirar un libro de cualquier biblioteca para leerlo en su casa gracias al software de reconocimiento de texto que permite transformar lo escrito en voz.
Todos los avances en materia de accesibilidad universal y usabilidad general han generado una serie de productos tiflotécnicos tales como el software magnificador de textos (ZoomText, software para el reconocimiento de pantalla ( JAWS for Windows), software de lectura ( Open Book), sistemas de grabación y reproducción de texto accesible ( DAISY), sistemas de audio descripción para programas de televisión, cine y documentales ( Archivado el 25 de abril de 2017 en Wayback Machine. AUDESC), lupas televisión, etc., que permiten al usuario ciego o deficiente visual grave integrarse social y laboralmente.

## Familias de materiales tiflotécnicos
Atendiendo a los materiales de alta tecnología, se podría hacer una clasificación en familias como sigue:
•      Anotadores electrónicos.
•      Portátiles adaptados.
•      Impresoras Braille.
•      Magnificadores de pantalla.
•      Revisores de pantalla.
•      Sintetizadores de voz.
•      Líneas Braille.
•      Reconocimiento Óptico de caracteres (OCR).
•      Conversión de textos a Sonido / Braille / Música.
•      Reproductores /grabadores digitales (Daisy).
•      Telefonía móvil.

## Equipos adaptados
Son aquellos equipos que no han sido diseñados específicamente para este colectivo, por lo que se necesita incorporar algún programa para que puedan ser usados por personas con diversidad funcional visual. Gracias a estas adaptaciones el usuario solo tendrá que conocer el aparato que está utilizando y los distintos comandos del programa que le proporcione la adaptación.
La principal ventaja de usar este tipo de equipos es que cuando se tiene cualquier problema siempre se puede solicitar ayuda a cualquier persona, debido a que ésta siempre podrá echar un vistazo a la pantalla y resolverlo.

### El ordenador: programas
El ordenador es sin duda el equipo para el que se han desarrollado más adaptaciones. A continuación se enumeran los distintos programas existentes según las necesidades que cubran.

#### Lectores de pantalla
Los lectores de pantalla son aplicaciones para identificar e interpretar aquello que se muestra en pantalla. Esta interpretación se representa a continuación al usuario mediante sintetizadores de texto a voz, iconos sonoros, o una salida braille.
Windows
JAWS de Freedom Scientific: Demo funcional para Windows 98/NT/XP, 2000 y Vista.
Windows-Eyes de Gw Micro: Demo funcional de su versión 5.5 para Windows 95/98/NT/XP y 2000.
Hal de Dolphin: Demo funcional por 40 minutos de su versión para Windows 95/98 y Windows NT/2000 y XP.
Thunder de Screen Readers: Lector de pantalla gratuito. Aunque su funcionamiento es limitado, Windows XP.
NVDA: de Software libre.
Gnu/Linux
Oralux es una distribución GNU/Linux para personas ciegas y deficientes visuales basada en Knoppix. Trabaja en modo texto (no tiene entorno gráfico) y es multilingüe, nos brinda la posibilidad de trabajar en español, inglés, francés, alemán, y entre otros idiomas, proporcionando una síntesis de voz para cada uno de los idiomas mencionados. 
Es accesible desde el primer momento, y proporciona un menú muy "amigable" para trabajar con distintas aplicaciones que van desde un editor de textos hasta un navegador web. 
Orca es un lector de pantalla desarrollado para el entorno gráfico de Gnome. Es una tecnología de asistencia a personas con problemas visuales, extensible, flexible y muy potente, el cual mediante varios sistemas de habla, Braile y zoom, ayuda a facilitar el acceso a aplicaciones y toolkits que cumlpan el AP-SPI (por ejemplo, el escritorio GNOME). (Solano)
Foliate es una aplicación lectora de libros electrónicos para sistemas GNU/Linux que es capaz, gracias a servicios de TTS de transformar a voz los textos de los libros. En la configuración de la aplicación debe de especificarse el TTS a utilizar. Según el TTS elegido se puede escuchar en diversos idiomas.
Macintosh
VoiceOver: Lector de pantalla incluido en Mac OS X Snow Leopard.

#### Magnificadores de pantalla
Los magnificadores de pantalla son programas para la accesibilidad que permiten ampliar los caracteres y configurar los colores dependiendo de la necesidad que posea el usuario. 
Windows
MaGic de Freedom Scientific: Demo funcional por 40 minutos de su versión 10 para Windows 98/ME/2000 y XP.
Zoomtext Xtra de Ai Squared: Demo funcional por 30 días de su versión 9 para Windows XP/2000/95/98/NT.
Supernova de Dolphin Computer Access: Demo funcional por 40 minutos de su versión Internacional para Windows 95/98/NT/XP.
Lunar de Dolphin Computer Access: Demo funcional por 40 minutos de su versión para Windows 95/98/NT/XP.
iZoom de Issist Inc: Magnificador de pantalla completo, a bajo costo.
Bigshot de Ai Squared: Demo funcional por 30 días de su programa a bajo costo,para Windows 95/98/XP.

#### Navegadores de internet parlantes
Windows
Connect Outloud de Freedom scientific: Demo funcional de su versión 2.0 para Windows. (Versión solo en inglés).
Freedom Box: Demo funcional por 30 días de su versión 2 para Windows. (Versión solo en inglés).
MexVoz: Programa gratuito.

#### Reconocimiento de textos impresos OCR parlantes
Windows
Open Book: Demo funcional versión 7.02 para Windows.
AbbyfineReaders: Demo es una completa aplicación de OCR reconocimiento óptico de caracteres

#### ConversoresBraille
Estos programas se encargan de eliminar las contracciones que se emplean en los países anglosajones a la hora de escribir en Braille.
Windows y Mac
Duxbury: Demo funcional.

#### Programas no específicos, pero adaptados
Windows
De software libre:
- ATCalc: Calculadora.
- Mecanog: Aprendizaje de mecanografía.

### Teléfonos y PDAs
Existen otros equipos para los que se han desarrollado magnificadores y lectores de pantalla.
La empresa española Code Factory ha desarrollado los siguientes productos:
- Mobile speak. Lector de pantalla para teléfonos móviles.
- Mobile magnifier. Magnificador de pantalla para teléfonos móviles.
- Mobile speak pocket. Lector de pantallas para PDAs que utilicen Windows Mobile.

Además existe otro lector de pantalla para teléfonos móviles denominado Talks, aunque es únicamente para la plataforma Symbian y para terminales con teclado, ya que las pantallas resistivas no ofrecen precisión de gestos. 
Es necesario mencionar la inclusión del Voice Over de Apple en sus terminales táctiles a partir del modelo 3GS, que los hace cien por cien operativos para personas ciegas y con baja visión gracias a una serie de gestos que permiten interactuar con el terminal y utilizar la totalidad de sus funciones.

## Terminales de lectura, teclados e impresoras Braille
Que se conectan al ordenador.

## Equipos específicos
Son aquellos equipos diseñados específicamente para personas ciegas o deficientes visuales que les permitan gestionar su información.

### Anotadores parlantes
Es el grupo de equipos más destacado. Un anotador parlante es un equipo que tiene un teclado braille, una síntesis de voz y carece de pantalla. Su función principal es la edición de archivos de texto, aunque suelen tener más prestaciones, como pueden ser reloj, cronómetro, calendario, agenda, calculadora, etc. Además disponen de ciertas conexiones para realizar copias de seguridad de la información.
Los anotadores más avanzados se han convertido en PDAs usando Windows Mobile como la pac mate.